# Ernest Théodor Hamy
Ernest Théodor Hamy (1842–1908) – francuski etnolog i antropolog.

## Publikacje
- Société des Américanistes de Paris, Les Voyages du Naturaliste Ch. Alex. Lesueur dans l’Amérique du Nord, 1904
- Notice sur une mappemonde portugaise anonyme de 1502 récemment découverte à Londres. / Par le Dr E.-T. Hamy 1887 r. Wyd. E. Leroux. Paris, monografia
- Les origines du musée d'ethnographie ~Hamy Ernest-Théodore, Paris: wyd.E. Leroux, 1890. Paris
- Codex Manuel De Velasco y Almendaro. Códice Manuel De Velasco y Almendaro.: Reproducción de las calcas del códice original en 25 láminas fotostáticas de 25 a 60 cm.